# Cephalaria uralensis
Cephalaria uralensis är en tvåhjärtbladig växtart som först beskrevs av Johan Andreas Murray, och fick sitt nu gällande namn av Roemer och Schultes. Cephalaria uralensis ingår i släktet jätteväddar, och familjen Dipsacaceae. Inga underarter finns listade i Catalogue of Life.